# New Balance
Pour les articles homonymes, voir balance.
New Balance Athletics est un équipementier sportif américain.

## Histoire de la marque
La marque a été fondée à Boston en 1906 par un immigrant anglais nommé William J. Riley rejoint par la suite par Arthur Hall comme directeur commercial et futur associé. À l'origine elle fabriquait des soutiens de voûte plantaire. Son propriétaire et président depuis 1972 est James (Jim) S. Davis, dont la fortune est estimée à 1,8 milliard de dollars en 2011,.
Surtout spécialisée dans les chaussures de course à pied, aujourd'hui New Balance est la quatrième marque mondiale de chaussures de sport.
New Balance, quatrième fabricant américain, produit toujours aux États-Unis. La société possède cinq usines, en Nouvelle-Angleterre, et y emploie 2 600 salariés, sur un total, au niveau mondial, de 4 500 (elle possède cinq autres sites en Grande-Bretagne, Chine, Indonésie et au Viêt Nam). Durant la récente crise, New Balance (un peu plus de 2 milliards de dollars soit 1,4 milliard d'euros de chiffre d'affaires) n'a pas licencié aux États-Unis, où l'entreprise a maintenu le niveau de ses ventes : une forme d'exploit, vu la consommation intérieure en berne.
Les chaussures New Balance sont aussi fabriquées en Chine à Dongguan dans l'usine Yucheng.
En novembre 2011, les ouvriers chinois se mettent en grève pour protester contre des licenciements abusifs, des mauvais traitements et un projet de délocalisation mené sans concertation avec les travailleurs. La répression policière fait plusieurs blessés.
New Balance fait le choix de ne pas payer les athlètes pour qu'ils portent les produits de sa marque et fabrique la plupart de ses chaussures en plusieurs largeurs par pointure.
Depuis 2013, la marque fait évoluer sa stratégie marketing en décidant de sponsoriser la nouvelle jeune star du tennis canadien Milos Raonic.
La marque est distribuée en France par le Groupe Royer.
À compter de la saison 2016/2017, la marque est l'équipementier des clubs de football du Celtic Glasgow (Écosse), du Lille OSC (France), du FC Porto (Portugal), de Athletic Bilbao (Espagne) et des sélections nationales du Costa Rica et de Panama. Elle remplace notamment Warrior Sports, filiale de New Balance et équipementier depuis la saison 2014/15. À partir de la saison 2017/2018 le Standard de Liège viendra se rajouter à la liste des clubs équipés par la marque.
À compter de la saison 2018/2019, la marque sera également l'équipementier du Dynamo Kiev (Ukraine).

## Mises en cause et controverses
En 2016, au lendemain de l'élection du président Donald Trump, le vice-président de New Balance Matthew LeBretton déclare être satisfait des résultats des élections. À la suite de cette déclaration, une polémique commence sur les réseaux sociaux où de nombreux internautes brûlent ou jettent leurs chaussures New Balance en signe de protestation. La marque essuie alors un véritable un "bad buzz".  La polémique enfle lorsque le site américain d’extrême droite Daily Stormer, publie un article présentant les New Balance comme la nouvelle "chaussure officielle des Blancs".

### Cyclisme

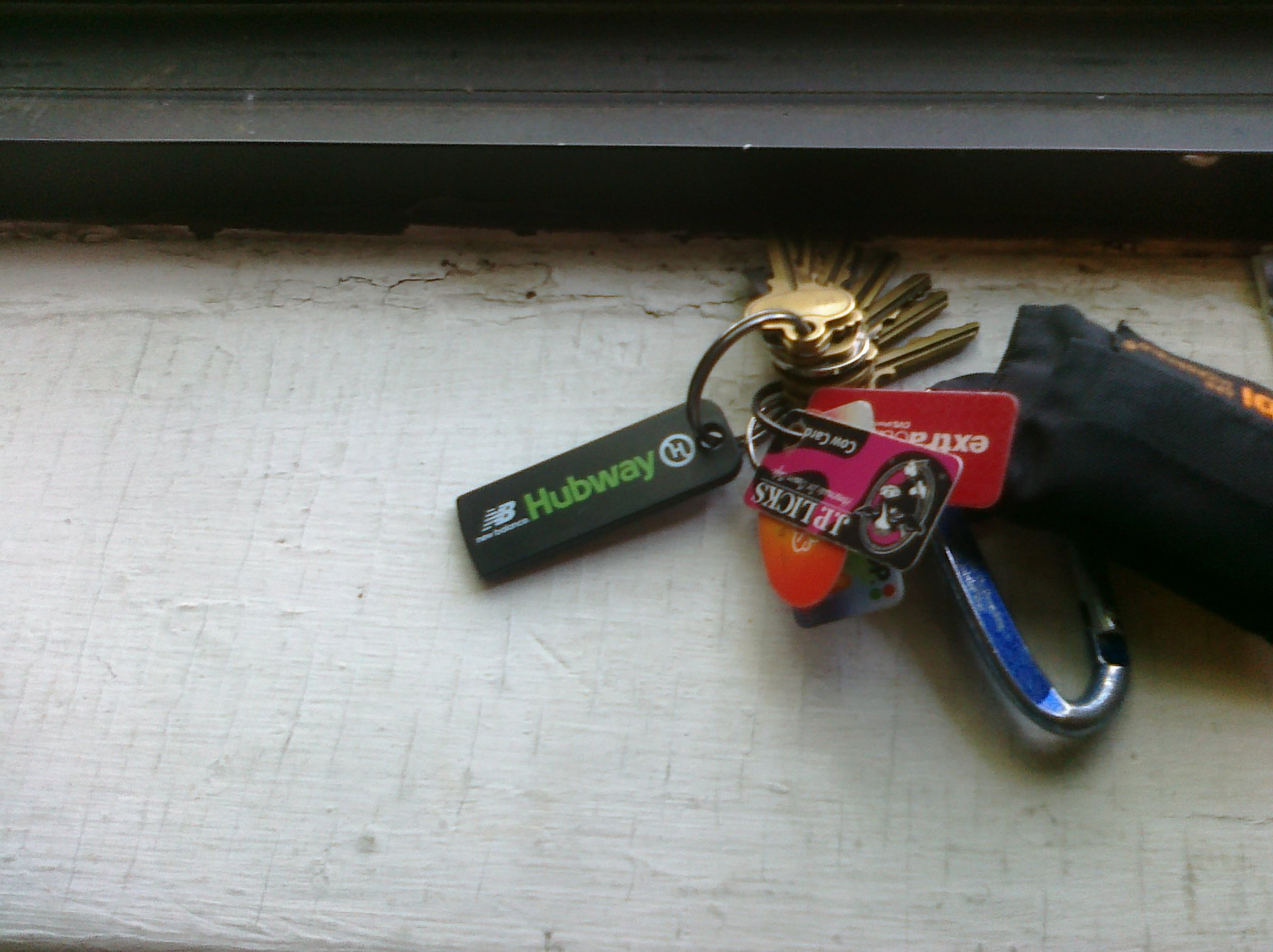
Une clef de membre New Balance Hubway à Boston.

## Équipementier officiel

### Comités olympiques
- Irlande

- Chili

### Sélections nationales de football

#### UEFA
- République d'Irlande

#### CONCACAF
- Costa Rica

- Panama

### Clubs de football

#### Asie
- Brisbane Roar FC[8]
- Melbourne FC
- Sagan Tosu
- FC Gifu
- Seoul E-Land FC
- Al Wasl Dubaï

#### Europe
- Leyton Orient
- Harrogate Town
- Lille OSC
- Shamrock Rovers
- Lechia Gdańsk
- FC Porto
- Athletic Bilbao
- Dynamo Kiev
- Adana Demirspor
- Bayer Leverkusen

#### Amérique du Nord
- Muskegon Risers SC
- DeKalb County United
- Club Deportivo Toluca

#### Amérique du Sud
- Atlético Junior
- Barranquilla FC

### Joueurs
- Sadio Mané
- Raheem Sterling
- Bukayo Saka
- Eberechi Eze
- Rose Lavelle
- Timothy Weah
- Endrick
- Jeremie Frimpong

### Athlétisme
- Harry Aikines-Aryeetey
- Trayvon Bromell
- Lisanne de Witte
- Richard Douma
- Sydney McLaughlin
- Jenny Simpson
- Emma Coburn

### Basketball
- Kawhi Leonard[9]

- Dejounte Murray[10]
- Jamal Murray[11]

### Cricket
- Pat Cummins
- Steve Smith
- Adam Zampa
- Matthew Wade
- Meg Lanning
- Sophie Molineux
- Joe Root
- Jason Roy
- Liam Plunkett
- Mark Wood
- Grant Elliott
- Mitchell Santner
- Ish Sodhi
- Trent Boult
- Babar Hayat
- Nizakat Khan
- Anshuman Rath
- Tanwir Afzal
- Wahab Riaz
- Yasir Shah
- Dale Steyn
- Sean Williams
- Kyle Jarvis [12]

### Lacrosse
- Trevor Baptiste
- Paul Rabil
- Rob Pannell

### Sports mécaniques
- Alfa Romeo Racing[13]

### Rugby League
- Josh Papalii
- Dean Whare

### Rugby
Australian Stingrays.[réf. nécessaire]

### Skateboard
- Tiago Lemos
- Jamie Foy
- Brandon Westgate
- Franky Villani
- Marquise Henry
- PJ Ladd
- Tom Knox
- Samaria Brevard
- Tom Karangelov

### Tennis
- Jordan Thompson
- Tommy Paul
- Eugenie Bouchard
- Milos Raonic
- Heather Watson
- Misaki Doi
- Sorana Cîrstea
- Nicole Gibbs
- Cori Gauff
- Danielle Collins